# 논산 모선재
모선재(摹先齋)은 대한민국 충청남도 논산시 연산면에 있는 김호와 김계휘를 모시기 위해 그의 자손들이 묘 근처에 세운 재실이다. 1989년 4월 20일 충청남도의 문화재자료 제307호로 지정되었다.

## 개요
김호와 김계휘를 모시기 위해 그의 자손들이 묘 근처에 세운 재실이다.
앞면 4칸·옆면 2칸 건물로 지붕은 옆면에서 볼 때 여덟 팔(八)자 모양의 팔작지붕이다. 오른쪽 1칸은 부엌·가운데 2칸은 방·왼쪽 1칸은 대청으로 되어 있으며 전면에는 넓게 마루를 설치하였다.
세운 시기를 정확하게 알 수 없으나 전통 한옥 양식이며 재실로서 특이한 내부구조를 보여주고 있어 한옥 연구에 좋은 자료가 된다.

## 참고 문헌
- 모선재 - 국가유산청 국가유산포털